# GX Lisboa
GX Lisboa – portugalski klub szachowy z siedzibą w Lizbonie, trzykrotny mistrz kraju.

## Historia
Klub został założony w 1933 roku. W 1951 roku klub uczestniczył w międzynarodowym meczu towarzyskim z hiszpańskim CA Ruy López Tívoli; w barwach lizbońskiego klubu grał wówczas m.in. Joaquim Durâo. Klub uczestniczył w inauguracyjnym sezonie Primeira Divisão (1952), wygrywając wówczas ligę. W 1953 roku GX Lisboa zajął trzecie miejsce w mistrzostwach Portugalii, za GX Porto i GX Alekhine. W sezonach 1954 i 1954/1955 klub zdobył kolejne dwa tytuły mistrzowskie.